# (29444) 1997 NR10
1997 أن أر 10 (ويعرف أيضًا باسم (29444) 1997 أن أر 10 وفق تسمية الكوكب الصغير) (بالإنجليزية: 1997 NR10)‏ هو كويكب ضمن حزام الكويكبات؛ وترتيبه 29444 من حيث الاكتشاف.
اكتُشف هذا الجُرم الفلكي بواسطة Yasukazu Ikari ‏ في 6 يوليو 1997.

## وصلات خارجية
- (29444) 1997 NR10 في قاعدة بيانات مختبر الدفع النفاث لأجرام النظام الشمسي الصغيرة

- الاكتشاف · مخطط المدار ·  العناصر المدارية · المعلمات المادية

- (29444) 1997 NR10 على موقع ويكي سكاي: DSS2, SDSS, GALEX, IRAS, Hydrogen α, X-Ray, Astrophoto, Sky Map, Articles and images